# Château Cornudet
Le château Cornudet, parfois aussi appelé le château de Crocq est situé dans le bourg de Crocq dans le département français de la Creuse et la région Nouvelle-Aquitaine.
Le château est situé au croisement des régions historiques d'Auvergne et du Limousin (Haute-Marche) et sur le territoire du parc naturel des Millevaches

## Historique
C'est un château historique, datant de la période médiévale, ayant appartenu aux Cornudet des Chaumettes pendant trois siècles à partir de 1700. Cette famille fit don à la commune de Crocq, au XXe siècle, des tours du XIIe siècle et de la chapelle de la visitation.
Le château fut vendu aux Lemaître en 2012, qui l'exploitent en chambres d'hôtes et l'entretiennent.

## Architecture
Le château d'époque médiévale a été agrandi au XVIIIe siècle et modifié sous Viollet-le-Duc au XIXe siècle.
En 2016 le château était ouvert à la visite lors des Journées du patrimoine.

## Collections du château
Le château abrite une collection de tentures murales en cuir doré du XVIIe siècle, provenant des Pays-Bas. On y trouve également une collection de papiers peints datant de 1860. 
Un modèle de cette collection de tentures est exposé au Metropolitan Museum (« Met ») de New York, section « Pays-Bas ».

## Parc et jardin
Le parc abrite des arbres multicentenaires, dont des séquoias et un cèdre de l'Atlas.

### Pages externes
- Vue de l'arrière, dans le jardin du château (photo sur https://charme-traditions.com)
- Les propriétaires et hôtes, Marie et Jacques Lemaître, après 2012 (photo sur https://charme-traditions.com)
- Vue du jardin ouvert aux clients des chambres d'hôtes (photo sur https://charme-traditions.com)
- Vue d'une chambre, intérieur typique (photo sur https://charme-traditions.com)